# Mihai Popescu (fotbalist)
Mihai Popescu (n. 7 mai 1993, Câmpulung, Argeș, România) este un fotbalist român, care joacă pe post de fundaș la FCSB în SuperLiga României. Pe plan internațional, are prezențe la națională pentru România.
În iunie 2022, a semnat un contract pentru două sezoane cu Farul Constanța.